# Улица Малыгина (Москва)
Улица Малы́гина (до 30 марта 1976 года — проектируемый проезд № 5006) — улица на северо-востоке Москвы, находится в Лосиноостровском районе (Северо-восточный административный округ) между Анадырским проездом и рекой Яуза, за которой продолжается как Широкая улица. Названа в 1976 году в честь Степана Гавриловича Малыгина — моряка, начальника одного из отрядов Великой Северной экспедиции, работавшего в западном секторе Арктики. Название характерно для СВАО, где многие улицы названы по северным географическим объектам и по именам исследователей Севера.

## Расположение
Улица Малыгина начинается от Анадырского проезда недалеко от платформы Лось, пересекает Челюскинскую, Норильскую, 1-ю Напрудную, Стартовую и Тайнинскую улицы, затем реку Яуза (мост Широкой улицы) и продолжается как Широкая улица.
Движение по улице — двустороннее, по одной полосе в каждую сторону.
На противоположной стороне Ярославской железнодорожной линии есть Малыгинский проезд. Существуют планы построить путепровод через железнодорожные пути, соединив улицу Малыгина и Малыгинский проезд.

## Примечательные здания и сооружения
- № 11 — жилой дом. Здесь жил актёр Вадим Захарченко[4].

## Общественный транспорт
В 660 метрах от начала улицы расположена железнодорожная платформа Лось.

По улице проходят маршруты автобусов (данные на 1 мая 2025 года): 
| 50:   | Платформа Лось • Медведково • Медведково Арена                                    |
| 176:  | Платформа Лось • Свиблово • Проезд Русанова                                       |
| 181:  | Осташковская улица • Медведково • Бабушкинская • Платформа Лось                   |
| 185:  | Платформа Лось • Свиблово • Ботанический сад                                      |
| 346:  | Платформа Лось • Бабушкинская • Проезд Шокальского                                |
| 605:  | Юрловский проезд • Отрадное • Бабушкинская • Платформа Лось                       |
| 696:  | Осташковская улица • Медведково • Бабушкинская • Платформа Лось                   |
| м44:  | Лобненская улица • Марк (→) • Лианозово • Алтуфьево • Медведково • Платформа Лось |
| м44к: | 6-й микрорайон Бибирева • Алтуфьево • Медведково • Платформа Лось                 |
| с15:  | Платформа Лось • Бабушкинская • Медведково • Малыгинский проезд                   |

«→» — остановки проходятся только при движении в прямом направлении; «←» — остановки проходятся только при движении в обратном направлении.

## Галерея

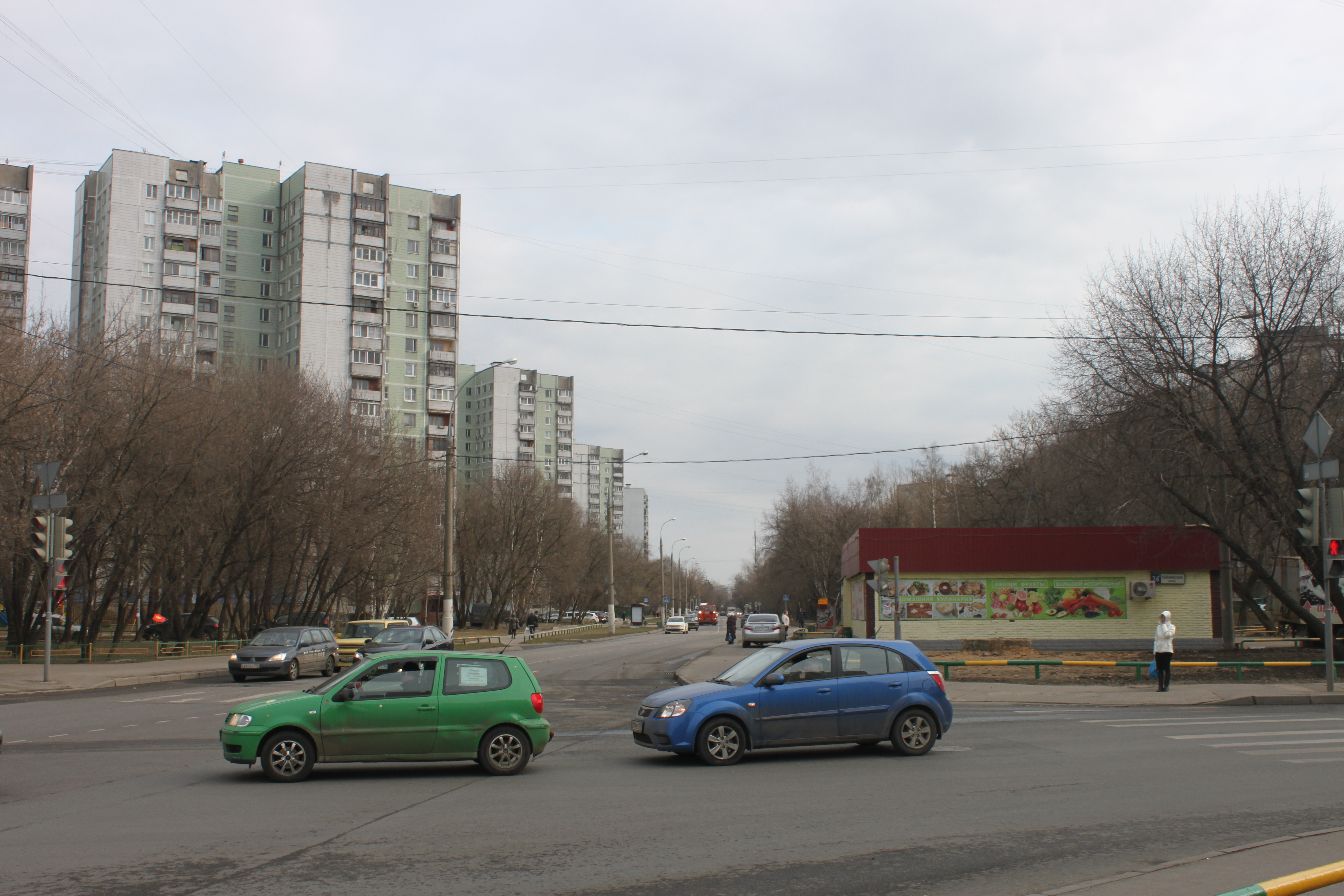
Вид с Широкой улицы
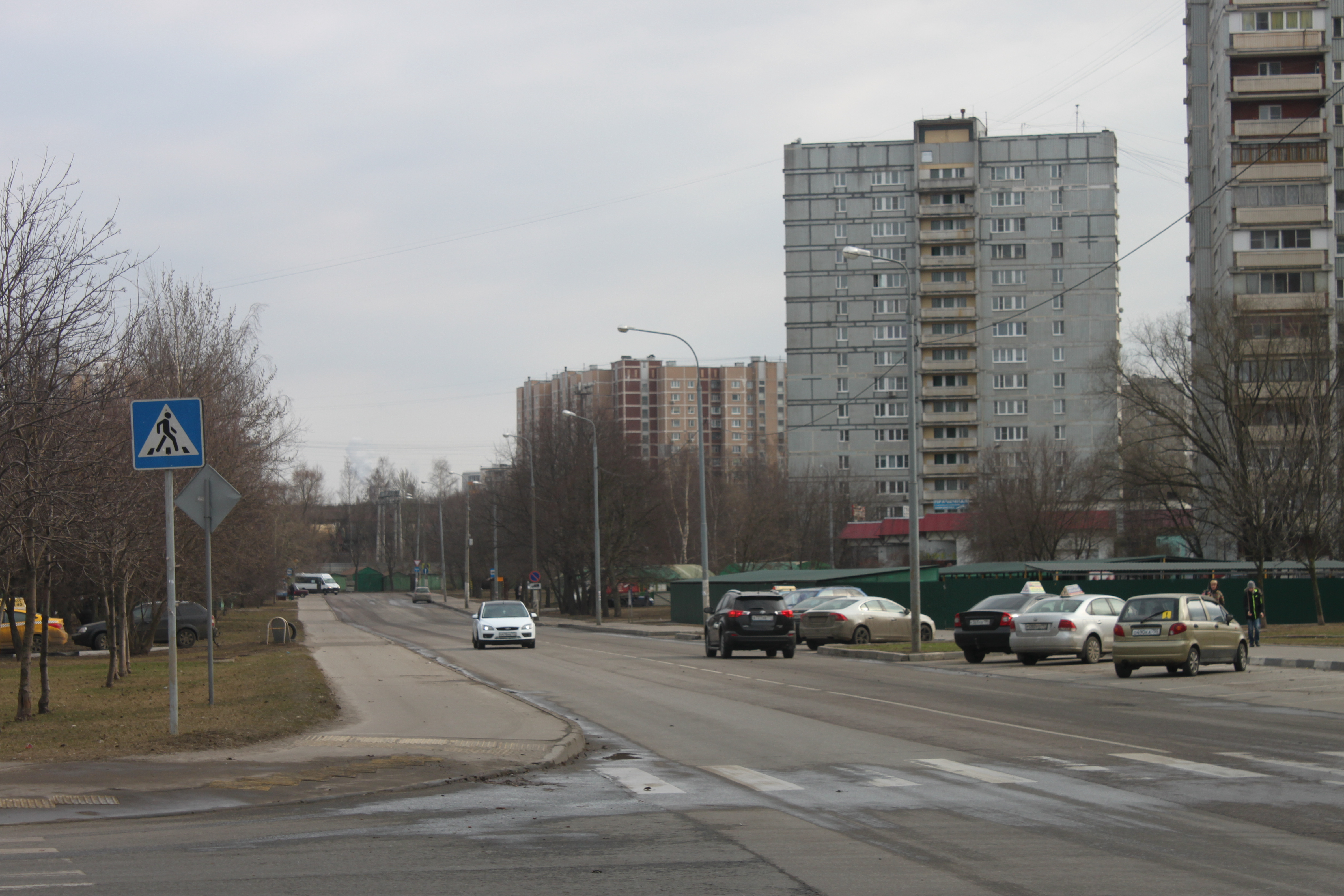
Вид на юго-восток